# Lippetal
Lippetal é um município da Alemanha localizado no distrito de Soest, região administrativa de Arnsberg, estado de Renânia do Norte-Vestfália.